# NGC 2477
NGC 2477 је расејано звездано јато у сазвежђу Крма које се налази на NGC листи објеката дубоког неба.
Деклинација објекта је - 38° 31' 48" а ректасцензија 7h 52m 10,0s. Привидна величина (магнитуда) објекта NGC 2477 износи 5,8. NGC 2477 је још познат и под ознакама OCL 720, ESO 311-SC17.